# محلة القصب (الغربية)
محلة القصب إحدى قرى مركز المحلة الكبرى التابع لمحافظة الغربية بجمهورية مصر العربية.

## التاريخ
قرية محلة القصب من القرى القديمة، حيث وردت باسم «محلة القصب الشرقية» في أعمال الغربية ضمن قرى الروك الصلاحي التي أحصاها ابن مماتي في كتاب قوانين الدواوين، تمييزًا لها عن محلة القصب في كفر الشيخ. كما وردت باسم «محلة القصب الشرقية» في أعمال الغربية ضمن قرى الروك الناصري التي أحصاها ابن الجيعان في كتاب «التحفة السنية بأسماء البلاد المصرية».
وردت باسم «محلة القصب الشرقية» في التربيع العثماني الذي أجراه الوالي العثماني سليمان باشا الخادم في عصر السلطان العثماني سليمان القانوني ضمن قرى ولاية الغربية، وفي تاريخ 1228هـ/1813م الذي عدّ قرى مصر بعد المسح الذي قام به محمد علي باشا باسم «محلة القصب الشرقية» ضمن قرى مديرية الغربية. حذفت كلمة الشرقية رسميًا من الاسم سنة 1275هـ/1859م. ذكرت في تعداد 1882 الأول من توابع مركز كفر الشيخ.

## التعليم
تصل نسبة الأمية في القرية إلى 57.9% بين من تجاوزوا العاشرة من عمرهم، بينما تصل نسبة من حصلوا على تعليم جامعي إلى 0.94% من جملة السكان.

## السكان
بلغ عدد سكان محلة القصب 7076 نسمة حسب تقدير عام 2018.
| السنة  | 1882 | 1897 | 1907 | 1927 | 1960 | 1976 | 1986 | 1996 | 2006  | 2018 |
| ------ | ---- | ---- | ---- | ---- | ---- | ---- | ---- | ---- | ----- | ---- |
| القرية | 1087 | 741  | 882  | 776  | 1619 | 2455 | 3209 | 3867 | 4,522 | 7076 |